# Future Sequence: Live at the Fidelitorium
Future Sequence: Live at the Fidelitorium è il secondo album dal vivo del gruppo musicale statunitense Between the Buried and Me, pubblicato il 30 settembre 2014 dalla Metal Blade Records.

## Descrizione
Contiene la registrazione del concerto tenuto dal gruppo agli studi Fidelitorium di Kernersville, durante la quale è stato proposto il sesto album The Parallax II: Future Sequence nella sua interezza. Come spiegato dal frontman Tommy Rogers, la scelta di filmare l'esibizione in uno studio di registrazione piuttosto che su un palco era una volontà del gruppo nell'offrire ai fan «qualcosa che li facesse sentire un po' più vicini a noi e li facesse sentire quasi come se fossero in esercitazione con noi».

## Tracce
1. Goodbye to Everything – 3:04
2. Astral Body – 5:01
3. Lay Your Ghosts to Rest – 10:02
4. Autumn – 1:17
5. Extremophile Elite – 9:59
6. Parallax – 1:14
7. The Black Box – 2:10
8. Telos – 9:45
9. Bloom – 3:29
10. Melting City – 10:19
11. Silent Flight Parliament – 15:09
12. Goodbye to Everything Reprise – 2:25

## Formazione
Gruppo
- Dan Briggs – basso
- Blake Richardson – batteria, percussioni
- Tommy Rogers – voce, tastiera
- Paul Waggoner – chitarra
- Dustie Waring – chitarra

Altri musicisti
- Walter Fancourt – sassofono tenore, flauto
- Julian Hinshaw – tuba
- Will Goodyear – marimba, glockenspiel
- Taya Ricker – primo violino
- David Parks – secondo violino
- Leigh Dixon – viola
- Socrates Razo – violoncello

Produzione
- Justin Reich – regia, montaggio
- Ismail Abdelkahlek – direzione della fotografia
- Blake Faucette – assistenza alla regia
- Kennon Pearson – assistenza alla produzione
- Jamie King – ingegneria del suono, missaggio e mastering audio
- Kris Hilbert – ingegneria del suono